# 大稲荷神社

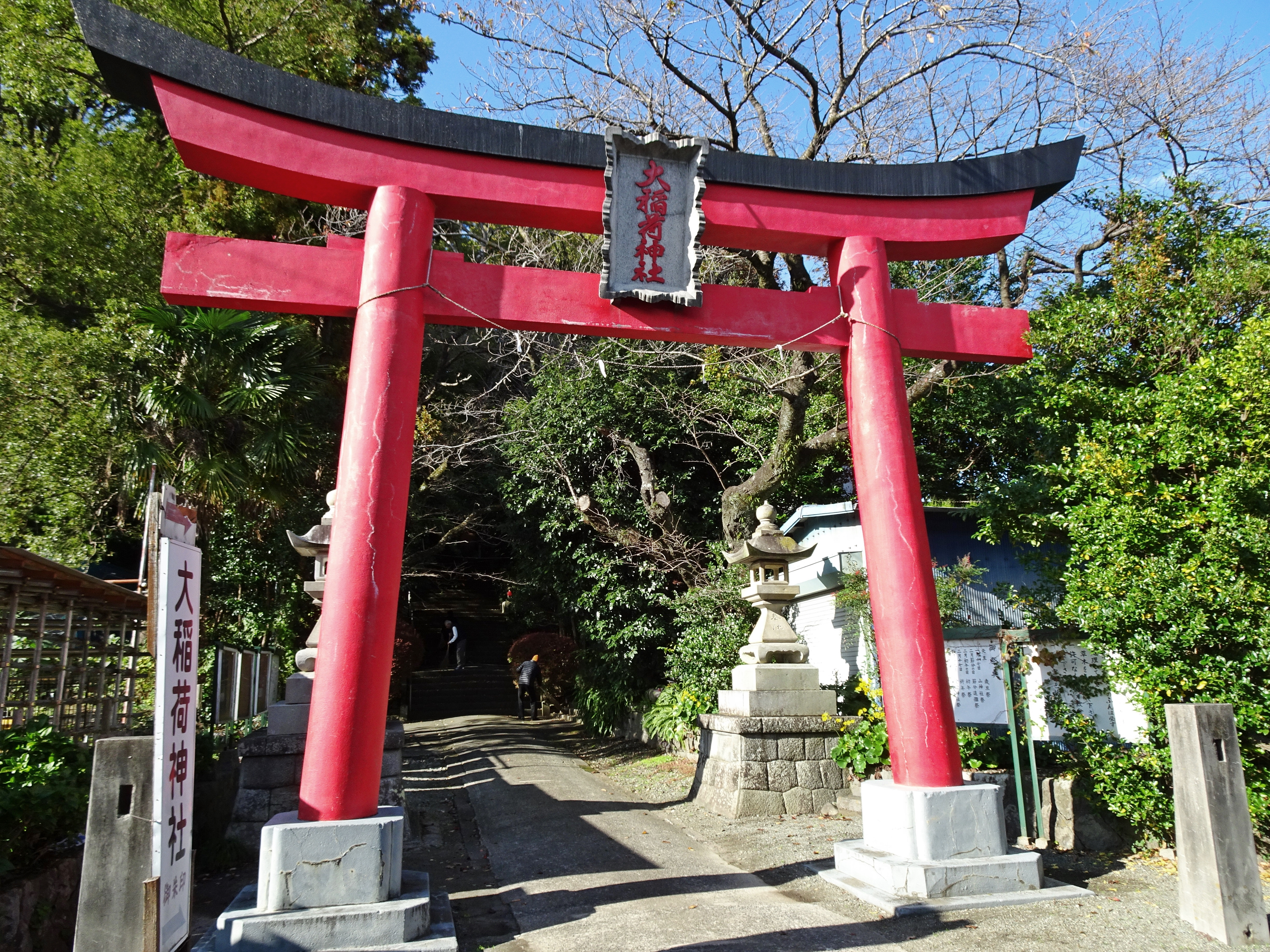
大稲荷神社の鳥居

大稲荷神社（だいいなりじんじゃ）は、神奈川県小田原市城山1丁目にある神社。小田原市民をはじめとする一般市民には「だいなりさん」の愛称で親しまれている。

## 由緒
- 天正時代（1573年 - 1592年）に修験者が建てた修験堂に武田家の主家滅亡後、同家の元家臣で徳川家の傘下に入った曲淵氏が修験堂に稲荷大明神を祀ったのがはじまり。

## 境内社
- 愛宕神社（あたごじんじゃ）
  - 祭神　火之迦具土神
  - 例祭　3月19日
- 錦織神社（にしこりじんじゃ）
  - 祭神　錦織大神・下田隼人命
  - 例祭　11月17日

## 氏子地区名
- 大工町
- 銀座
- 下谷津
- 入谷津
- 中谷津
- 上谷津
- 竹の花
- 浦町
- 五区
- 四区
- 錦通り

## アクセス
- 小田急小田原線小田原駅西口より徒歩約10分